# Бахарєв Іван Іванович
Іван Іванович Бахарєв (рос. Бахарев Иван Иванович; 1910—1943) — гвардії старший сержант Робітничо-селянської Червоної армії, учасник німецько-радянської війни, Герой Радянського Союзу (1943).

## Біографія
Іван Бахарєв народився 25 серпня 1910 року в селі Донгуз у селянській сім'ї.
Одержав початкову освіту.
У 1931—1933 роках проходив строкову службу в РСЧА. До початку війни працював у колгоспі. Із червня 1941 року — на фронті. Брав участь у боях на Південно-Західному, Сталінградському, Воронезькому і Степовому фронтах. Брав участь у кампанії 1941 року, Сталінградській битві, Острогозько-Розсошанській операції, битві на Курській дузі, звільненні України. До вересня 1943 року гвардії старший сержант Іван Бахарєв командував відділенням взводу пішої розвідки 267-го гвардійського стрілецького полку 89-ї гвардійської стрілецької дивізії. Відзначився під час битви за Дніпро.
29 вересня 1943 року Бахарєв разом із групою розвідників висадився на західний берег Дніпра в районі села Келеберда Кременчуцького району Полтавської області та брав участь у захопленні німецької траншеї та утриманні її до підходу стрілецьких підрозділів. 29 вересня 1943 року загинув у бою.

## Нагороди
- Указом Президії Верховної Ради СРСР від 20 грудня 1943 року за «відвагу та мужність, проявлені при форсуванні Дніпра, захопленні та утриманні плацдарму на правому березі річки» гвардії старший сержант Іван Бахарєв посмертно був удостоєний високого звання Героя Радянського Союзу[1].
- Був також нагороджений медалями «За відвагу» та «За оборону Сталінграда»[1].